# Daniel Lagerborg
Daniel Olofsson Lagerborg (före 1719 Skagge), född 1686 på Uggelsäter i Huggenäs socken, död 10 december 1751 på kaptensbostället i Kungsvik, Nederkalix socken, var en svensk militär.
Daniel Lagerborg var son till korpralen vid Livregementet till häst Olof Olofsson Skragge och bror till Olof Lagerborg. Han blev 1703 volontär vid Närke-Värmlands regemente och utkommenderades 1705 till fältarmén men stationerades i Riga, där han 1709 blev regementsadjutant vid  Buddenbrocks regemente. Han tillfångatogs vid rysarnas erövring av Riga 1710 men lyckades fly och återkom 1711 till Sverige. Där utnämndes han till premiärlöjtnant vid Västmanlands regemente och deltog med detta i Stenbocks pommerska fälttåg. Han deltog vid avvärjandet av belägringen av Stralsund 1712 och utnämndes till sekundkapten vid Hälsinge regemente men blev danks fånge vid kapitulationen i Tönningen. Lagerborg lyckades dock 1714 åter rymma till Sverige. Han följde Armfeldt under dennes norska fälttåg 1718 och utnämndes under fälttåget till major, men fick vänta till 1739 innan han fick majorsindelning vid Västerbottens regemente. Han adlades 1719 samtidigt som sin bror. Lagerborg deltog ända från början i hattarnas ryska krig och blev våren 1742 överstelöjtnant och tillförordnad chef för Västerbottens regemente. Som sådan understödde han Lewenhaupts förslag om reträtt.